# Bacia hidrográfica do Litoral Médio
A Bacia do Litoral Médio situa-se na Região Hidrográfica do Litoral, na porção leste do Rio Grande do Sul. Abrange a província geomorfológica Planície Costeira.
Possui uma área de 6.108,03 km², abrangendo municípios como Balneário Pinhal, Capivari do Sul, Cidreira, Mostardas e São José do Norte, com população estimada em 67.838 habitantes.
Esta bacia é caracterizada por diversas lagoas, algumas interligadas. O principal uso da água na bacia está destinado à irrigação. O grau de urbanização e a densidade demográfica na região são baixos. A fragilidade para manutenção da água doce na bacia do Litoral Médio é grande, pela influência oceânica, podendo acarretar problemas de restrição de uso pela intrusão salina através da Laguna dos Patos.
Altitude e localização de alguns dos corpos de água principais
| Principais corpos de água | Altitude/ nascente principal | Localização                           |
| ------------------------- | ---------------------------- | ------------------------------------- |
| Lagoa dos Barros          | –                            | Santo Antônio da Patrulha, Osório     |
| Lagoa do Peixe            | –                            | Mostardas, Tavares, São José do Norte |